# Wospin
Wospin (biał. Воспін; ros. Оспин, Ospin; pol. hist. Ospin) – wieś na Białorusi, w obwodzie homelskim, w rejonie oktiabrskim, w sielsowiecie Wałosawiczy.